# Eucalyptus castrensis
Eucalyptus castrensis är en myrtenväxtart som beskrevs av Kenneth D. Hill. Eucalyptus castrensis ingår i släktet Eucalyptus och familjen myrtenväxter. Inga underarter finns listade i Catalogue of Life.